# Прапор Овруцького району
Пра́пор О́вруцького райо́ну — офіційний символ Овруцького району Житомирської області, затверджений 21 жовтня 2004 року рішенням сесії Овруцької районної ради.

## Опис
Прапор являє собою прямокутне полотнище зі співвідношенням сторін 2:3, яке складається з двох рівновеликих горизонтальних смуг — синьої та зеленої. На червоній древковій вертикальній смузі, що займає 1/6 довжини прапора, вгорі, на білій хмарі, стоїть архістратиг Михаїл у жовтих обладунках, з жовтими мечем і терезами.